# 9887 Ashikaga
9887 Ashikaga este o planetă minoră (asteroid), cu un diametru de 3,704 km, din centura de asteroizi. A fost descoperită pe 2 ianuarie 1995 la Observatorul Ōizumi de Takao Kobayashi și a fost numită după Ashikaga. 
Obiectul prezintă o orbită caracterizată de o semiaxă mare de 2,6140013 UAi, o excentricitate de 0,13, o înclinație de 4,14651 ° în raport cu ecliptica.